# Damien Joly
Damien Joly (Ollioules, 4 giugno 1992) è un nuotatore francese, specializzato nello stile libero. Ha rappresentato la Francia ai Giochi olimpici estivi di Londra 2012 e Rio de Janeiro 2016. È stato per 8 volte campione di Francia.

## Palmares
- Mondiali in vasca corta

Melbourne 2022: argento nei 1500m sl.
- Europei

Roma 2022: bronzo nei 1500m sl.